# William Budd

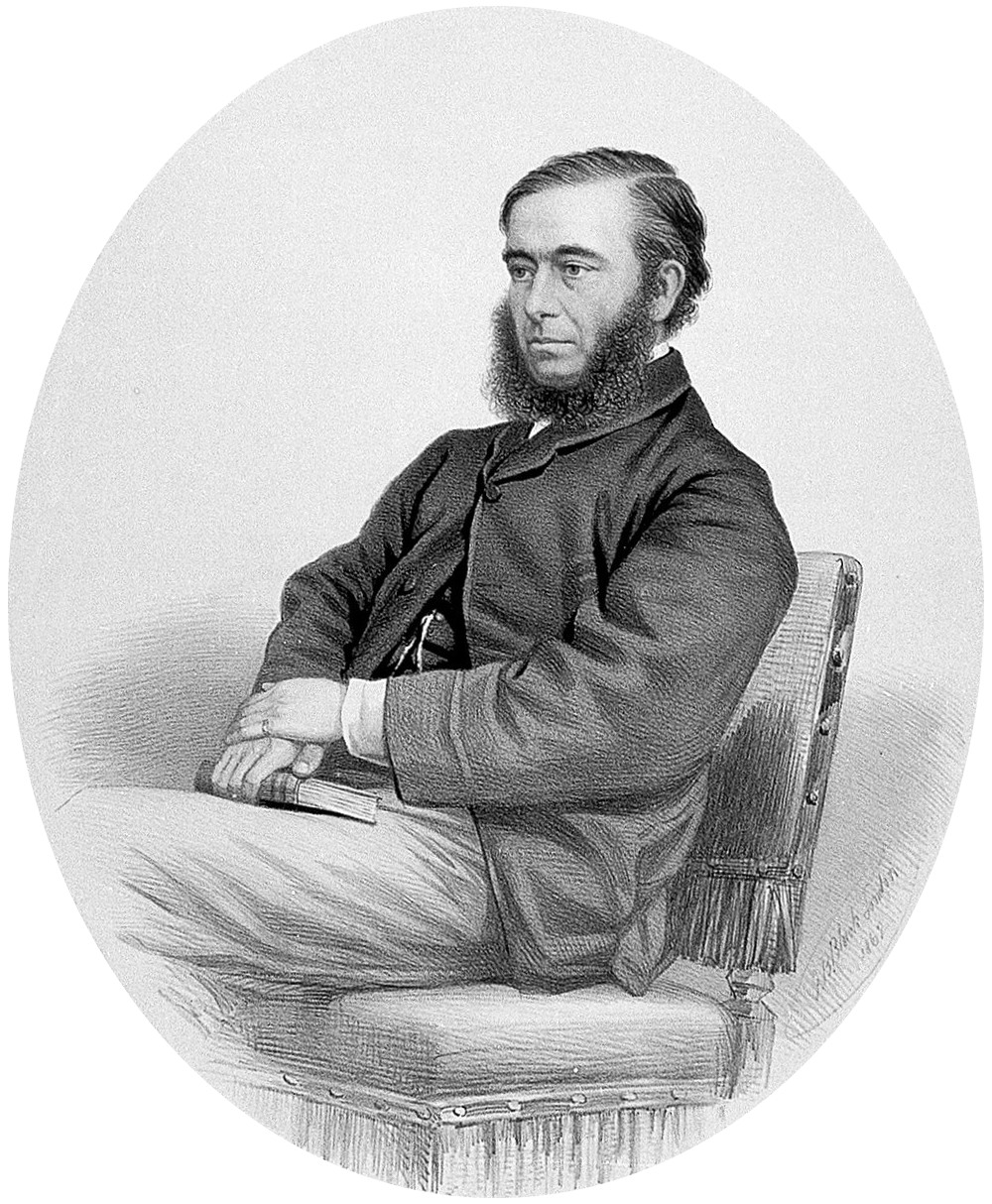
William Budd

William Budd (* 14. September 1811 in North Tawton, Devon (England); † 9. Januar 1880 in Clevedon (Somerset), England) war Arzt und Epidemiologe im viktorianischen England. Er gewann die Erkenntnis, dass Infektionskrankheiten ansteckend sind, indem er erkannte, dass die bei Infektionskrankheiten beteiligten „Gifte“ sich in den Därmen der Kranken vervielfachten, in deren Ausscheidungen anwesend waren und durch den Konsum von kontaminiertem Wasser auf Gesunde übertragen werden konnten.
Eigene Beobachtungen und insbesondere die Arbeiten von John Snow zur Übertragung von Cholera sowie Berichte Anderer zur Übertragung von Typhus führten ihn zu dieser Erkenntnis.

## Herkunft und Ausbildung

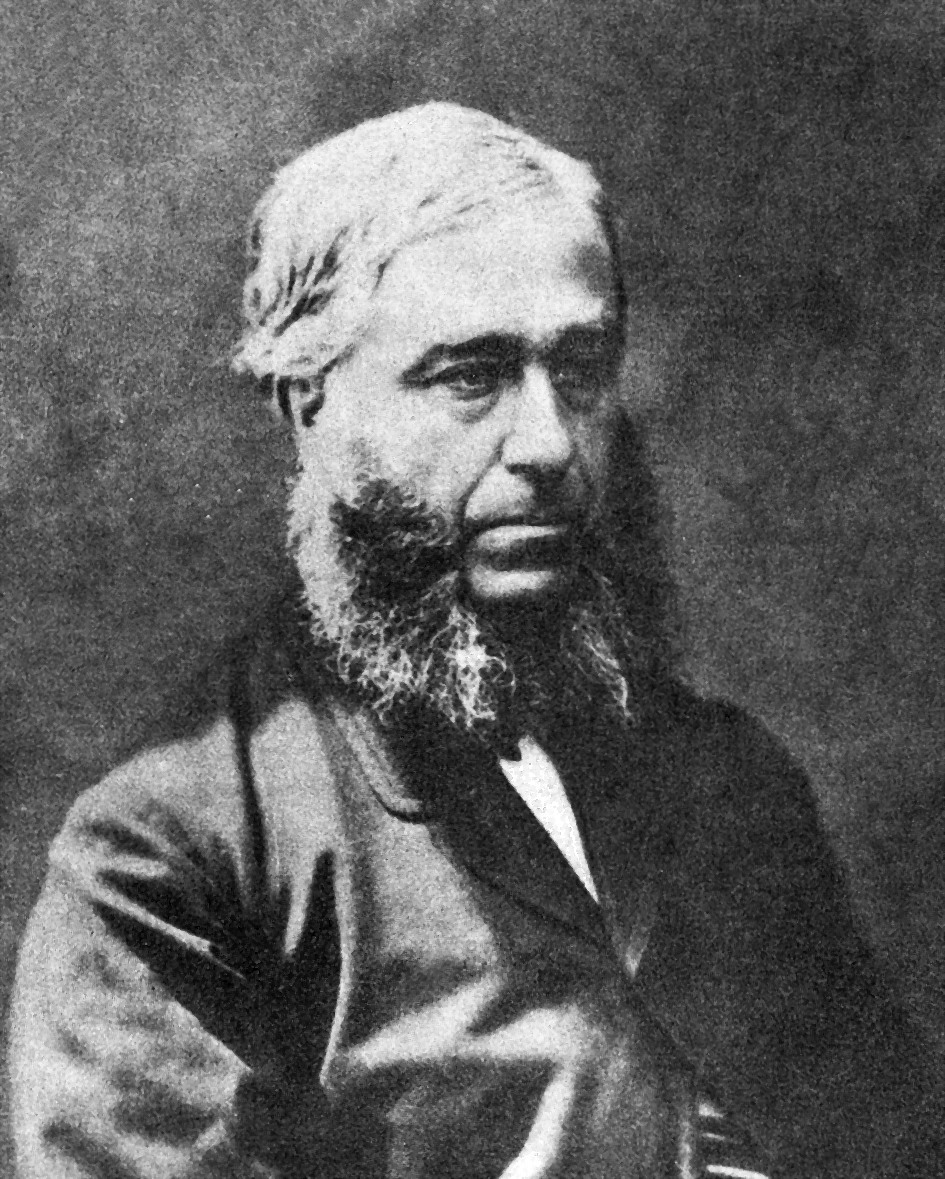
William Budd

William Budd entstammte einer englischen Arztfamilie. 1838 schloss er an der University of Edinburgh sein Medizinstudium ab. Sechs seiner neun Brüder gingen auch in die Medizin, darunter sein Bruder George Budd.
William ging zunächst bei seinem Vater in die Lehre und dann vier Jahre in Paris, wo er unter den Einfluss von Pierre Charles Alexandre Louis (1787–1872), dem anatomischen Pathologen und klinischen Forscher (und Vater der evidenzbasierten Medizin) kam. Louis hatte ein besonderes Interesse an der gastroenteritischen Krankheit, auch als Faulfieber bekannt. Er stellte fest, dass die Peyer-Plaques des Dünndarms Entzündungszeichen und Geschwürbildung zeigten, verbunden mit der Erweiterung der Mesenteriallymphknoten. Budd wurde auch durch die Arbeiten von Bretonneau, einem französischen Landarzt, beeindruckt, der einen Ausbruch der Krankheit in einer Militärschule in Tours berichtet hatte. Die Studenten, die in diesem Ausbruch ulzerierte Peyer-Plaques aufwiesen, starben; die überlebenden Studenten, die nach Hause geschickt wurden, übertrugen die Krankheit ihren Verwandten. Seine Erfahrungen in Frankreich lösten in Budd das Interesse an der Übertragung der Krankheit aus. Die Krankheit war durch plötzliches Einsetzen von Fieber, Kopfschmerzen und Übelkeit gekennzeichnet, häufig von Durchfall oder Verstopfung begleitet. Die Salmonellen als ursächliche Bakterien wurden schließlich im Jahr 1880 identifiziert, dem Todesjahr Budds.

## Beruf
Im Jahr 1841 ging Budd nach Bristol, wo er eine Praxis eröffnete und Teil der Gesundheitsbehörde der Stadt wurde. Mit seiner Theorie und nach der Lektüre von John Snows Aufsatz über die Cholera in London (1849) ergriff er Maßnahmen, um die Wasserversorgung in Bristol vor Verunreinigungen zu schützen. Es wird ihm zugeschrieben, dass die Zahl der Todesfälle infolge der epidemischen Cholera von 2000 (bei einer Bevölkerung von 140.000) im Jahr 1849 auf 29 Fälle im Jahr 1866 sank.
Die vorherrschenden Mediziner und Wissenschaftler anerkannten bis zu den Entdeckungen von Louis Pasteur die Rolle von Mikroorganismen bei Infektionskrankheiten nicht.
Sein Nachruf erschien im Lancet 1880;i: 148.

## Ausgewählte Arbeiten
- Malignant cholera: its mode of propagation and its prevention (1849) (Die bösartige Cholera: die Art seiner Ausbreitung und deren Prävention).
- "On intestinal fever" Lancet 1859;ii: 4–5, 28–30, 55–6, 80–2.(Über das Darmfieber).
- "On the fever at the Clergy Orphan Asylum" Lancet 1856; ii: 618. (Über das Fieber im kirchlichen Waisenasyl).
- "Memoranda on Asiatic cholera, its mode of spreading and its prevention" (1865), National Library of Medicine, National Institutes of Health. (Denkschrift über die asiatische Cholera, die Art ihrer Verbreitung und ihre Prävention).
- Cholera and disinfection : Asiatic cholera in Bristol in 1866 (1871), National Library of Medicine, National Institutes of Health (Cholera und Desinfektion: Die asiatische Cholera in Bristol im Jahre 1866).
- Typhoid Fever, Its Nature, Mode of Spreading, and Prevention, Abgerufen am 7. März 2010. (Typhus, seine Natur, Art der Verbreitung und Prävention).
- On the Causes of Fevers edited by: Dale C. Smith.  Baltimore: The Johns Hopkins University Press, 1984. (Über die Ursachen fiebriger Erkrankungen).